# Matalajärvi (Karesuando socken, Lappland, 756485-177121)
Matalajärvi är en sjö i Kiruna kommun i Lappland och ingår i Torneälvens huvudavrinningsområde. Sjön har en area på 0,476 kvadratkilometer och ligger 391,1 meter över havet.

## Delavrinningsområde
Matalajärvi ingår i det delavrinningsområde (756379-177172) som SMHI kallar för Ovan Majavajoki. Medelhöjden är 408 meter över havet och ytan är 33,25 kvadratkilometer. Räknas de 23 avrinningsområdena uppströms in blir den ackumulerade arean 267,87 kvadratkilometer. Saankijoki som avvattnar avrinningsområdet har biflödesordning 3, vilket innebär att vattnet flödar genom totalt 3 vattendrag innan det når havet efter 351 kilometer. Avrinningsområdet består mestadels av skog (59 procent) och sankmarker (37 procent). Avrinningsområdet har 1,25 kvadratkilometer vattenytor vilket ger det en sjöprocent på 3,8 procent.